# Dagmar Salén
Dagmar Salén, född Mörner 22 maj 1901 i Örebro, död 20 december 1980 i Kungsholms församling, Stockholm, var en svensk seglare som tävlade under Olympiska spelen 1936 i Berlin. Hon var med på båten May Be som fick brons i sexmetersklassen. 
Salén var från 1931 gift med redaren Sven Salén (1890–1969), och var mor till Sven H. Salén.